# Jean-Michel
Jean-Michel ist ein französischer Doppelvorname, der sich aus den Namen Jean und Michel zusammensetzt.

## Namensträger

### A
- Jean-Michel Aeby (* 1966), Schweizer Fußballspieler und -trainer
- Jean-Michel Arcucci (* 1975), französischer Squashspieler
- Jean-Michel Atlan (1913–1960), französischer Philosoph, Maler und Illustrator
- Jean-Michel Aweh (* 1992), deutscher Popsänger

### B
- Jean-Michel Basquiat (1960–1988), US-amerikanischer Künstler, Maler und Zeichner
- Jean-Michel Bayle (* 1969), französischer Motorradrennfahrer
- Jean-Michel Baylet (* 1946), französischer Politiker (PRG, MRSL) und Zeitungsverleger
- Jean-Michel Bellot (* 1953), französischer Stabhochspringer
- Jean-Michel Bertrand (1943–2008), französischer Politiker
- Jean-Michel Bismut (* 1948), französischer Mathematiker
- Jean-Michel Blais (* 1985), franko-kanadischer Komponist und Pianist
- Jean-Michel Blanquer (* 1964), französischer Rechtswissenschaftler, Hochschullehrer und Politiker (LREM)
- Jean-Michel Bony (* 1942), französischer Mathematiker
- Jean-Michel Byron (* 1957), südafrikanischer Musiker

### C
- Jean-Michel Casa (* 1957), französischer Diplomat
- Jean-Michel Charlier (1924–1989), belgischer Comic-Szenarist
- Jean-Michel Cina (* 1963), Schweizer Politiker (CVP)
- Jean-Michel Clément (* 1954), französischer Rechtsanwalt und Politiker (LT)
- Jean-Michel Coron (* 1956), französischer Mathematiker
- Jean-Michel Coulon (1920–2014), französischer Maler
- Jean-Michel Cousteau (* 1938), französischer Taucher, Filmproduzent
- Jean-Michel Couve (* 1940), französischer Politiker

### D
- Jean-Michel Damase (1928–2013), französischer Komponist und Pianist
- Jean-Michel Daoust (* 1983), kanadischer Eishockeyspieler
- Jean-Michel Defaye (1932–2025), französischer Filmkomponist
- Jean-Michel Ducancelle (* 1960), französischer Designer und Architekt

### F
- Jean-Michel di Falco Leandri (* 1941), französischer Geistlicher und em. römisch-katholischer Bischof von Gap
- Jean-Michel Faure (* 1941), Bischof der katholisch-traditionalistischen Priestergemeinschaft Marcel Lefebvre
- Jean-Michel Folon (1934–2005), belgischer Grafiker, Illustrator, Maler und Bildhauer
- Jean-Michel Frank (1895–1941), französischer Möbeldesigner

### G
- Jean-Michel Gnonka (* 1980), Fußballspieler aus Burkina Faso
- Jean-Michel Grandmont (* 1939), französischer Wirtschaftswissenschaftler
- Jean-Michel Guenassia (* 1950), französischer Drehbuchautor und Schriftsteller

### H
- Jean-Michel Henry (* 1963), französischer Degenfechter

### I
- Jean-Michel Iribarren (* 1958), französischer Schriftsteller

### J
- Jean-Michel Jarre (* 1948), französischer Musiker, Komponist und Musikproduzent
- Jean-Michel Joubert (* 1985), südafrikanischer Eishockeyspieler

### K
- Jean-Michel Kajdan (* 1954), französischer Fusionmusiker
- Jean-Michel Kantor (* 1946), französischer Mathematiker und Mathematikhistoriker
- Jean-Michel Huon de Kermadec (1748–1793), französischer Seefahrer und Entdecker

### L
- Jean-Michel Lapin (* 1966/67), haitianischer Politiker
- Jean-Michel Larqué (* 1947), französischer Fußballspieler, -trainer und Sportjournalist
- Jean-Michel Le Lannou (* 1956), französischer Philosoph
- Jean-Michel Lefort (* 1980), französischer Badmintonspieler
- Jean-Michel Lucenay (* 1978), französischer Degenfechter
- Jean-Michel Sama Lukonde (* 1977), kongolesischer Politiker und Premierministers der Demokratischen Republik Kongo

### M
- Jean-Michel Macron (* 1950), französischer Neurologe
- Jean-Michel Marlaud (* 1953), französischer Botschafter
- Jean-Michel Martin (* 1953), belgischer Unternehmer und Autorennfahrer
- Jean-Michel Monin (* 1967), französischer Radrennfahrer
- Jean-Michel Moreau (1741–1814), französischer Kupferstecher und Radierer

### N
- Jean-Michel Nicollier (1966–1991), französischer Freiwilliger der Kroatischen Verteidigungskräfte (HOS) während des Kroatienkrieges
- Jean-Michel Nihoul (1941–2019), belgischer Geschäftsmann und Mitangeklagter im Fall des Sexualstraftäters und Mörders Marc Dutroux

### O
- Jean-Michel Olivier (* 1952), Schweizer Schriftsteller und Literaturkritiker
- Jean-Michel Othoniel (* 1964), französischer Bildhauer

### P
- Jean-Michel Papillon (1698–1776), französischer Kunsthandwerker, Zeichner, Holzschneider und Enzyklopädist
- Jean-Michel Picart (1600–1682), flämisch-französischer Stilllebenmaler und Kunsthändler
- Jean-Michel Pilc (* 1960), französischer Jazz-Pianist und Komponist

### R
- Jean-Michel Raimond (* 1955), französischer Physiker
- Jean-Michel Richeux (* 1948), französischer Radrennfahrer und nationaler Meister im Radsport

### S
- Jean-Michel Saive (* 1969), belgischer Tischtennisspieler
- Jean-Michel Sénégal (* 1953), französischer Basketballtrainer und -spieler
- Jean-Michel Spieser (* 1942), französischer Christlicher Archäologe

### T
- Jean-Michel Tchouga (* 1978), kamerunischer Fußballspieler

### V
- Jean-Michel Van Schouwburg (* 1955), belgischer Improvisationsmusiker

### W
- Jean-Michel Veranneman de Watervliet (1947–2018), belgischer Diplomat
- Jean-Michel Wilmotte (* 1948), französischer Designer, Innenarchitekt, Architekt und Stadtplaner